# Останинская (Пятовское сельское поселение)
Останинская — деревня в Тотемском районе Вологодской области на левом берегу реки Пёсья Деньга.
Входит в состав Пятовского сельского поселения, с точки зрения административно-территориального деления — в Пятовский сельсовет.
Расстояние по автодороге до районного центра Тотьмы — 5 км, до центра муниципального образования деревни Пятовская — 4 км. Ближайшие населённые пункты — Брагинская, Ивойлово, Молоково.
По переписи 2002 года население — 3 человека.
В 1999 году деревня была внесена в реестр населённых пунктов Вологодской области под названием Остатинская. Изменение в реестр внесено в 2001 году.